# دونوک قیریق‌لی
دونوک قیریق‌لی (به لاتین: Dönük Qırıqlı) یک منطقه مسکونی در جمهوری آذربایجان است که در شهرستان تووز واقع شده است. دونوک قیریق‌لی ۳۵۷۷ نفر جمعیت دارد.